# آن ريد (متزحلقة)
آن ريد (بالإنجليزية: Anne Reid)‏ هي متزحلقة نيوزيلندية، ولدت في 17 مايو 1945 في كوينزتاون في نيوزيلندا.

## وصلات خارجية
- آن ريد على موقع اللجنة الأولمبية الدولية (الإنجليزية)
- آن ريد على موقع أوليمبيديا (الإنجليزية)
- آن ريد على موقع اللجنة الأولمبية النيوزيلندية (الإنجليزية)